# Johann Anton Ludwig Schulz
Johann Anton Ludwig Schulz (* 28. April 1850 in Fröbersgrün; † 14. März 1937 ebenda) war ein deutscher Rittergutsbesitzer und Politiker.

## Leben
Schulz war der Sohn des Rittergutsbesitzers Johann Anton Ludwig Schulz und dessen Ehefrau Auguste Louise geborene Dietz aus Steinsdorf. Er war evangelisch-lutherischer Konfession und heiratete am 19. Januar 1875 in Fröbersgrün Christiane Friederike Flach (* 4. März 1853 in Fröbersgrün; † 30. Oktober 1909 ebenda), der Tochter des Gutsbesitzers Johann Gottfried Flach in Fröbersgrün.
Am 19. April 1878 erwarb er das Rittergut Fröbersgrün von seinem Vater für 30.000 Reichsmark und wurde am 19. Juli 1878 damit belehnt. Am 1. Juni 1906 verkaufte er es zum gleichen Preis an seinen Sohn Reinhard Anton Schulz.
Vom 3. bis 5. Januar 1893 gehörte er als Stellvertreter von Bruno von Geldern-Crispendorf dem Greizer Landtag an. Am 17. November 1905 wurde er in der Gruppe der Rittergutsbesitzer zum Abgeordneten gewählt. Da er aber am 1. Juni 1906 sein Rittergut verkauft hatte entfiel damit seine Wählbarkeit und damit sein Landtagsmandat, bevor der Landtag das erste Mal zusammentrat. In einer Nachwahl wurde an seiner Stelle Max von Geldern-Crispendorf gewählt.